# Горење Камење
Горење Камење (словен. Gorenje Kamenje) је насељено место у општини Ново Место, регија Југоисточна Словенија, Словенија.

## Историја
До територијалне реорганизације у Словенији било је у саставу старе општине Ново Место.

## Становништво
У попису становништва из 2011. године, Горење Камење је имало 92 становника.
| Број становника према пописима | Број становника према пописима | Број становника према пописима |
| ------------------------------ | ------------------------------ | ------------------------------ |
| 1991                           | 2002                           | 2011                           |
| 74                             | 83                             | 92                             |

Напомена: Године 1953. повећано за насеље Хмељник, које је укинуто.